# Dumplings (película)
Dumplings es una película procedente de Hong Kong dirigida por Fruit Chan y estrenada en el año 2005.

## Argumento
Una mujer de buena posición social busca el secreto de la eterna juventud. Dispuesta a hacer cualquier cosa, decide comer unos dumplings elaborados de un extraño relleno: carne humana. Hechos por una misteriosa cocinera, aseguran la fórmula que evita el envejecimiento. La película supone una crítica a la sociedad de la imagen y la obsesión de muchas personas por permanecer eternamente jóvenes.